# 南久米村
南久米村（みなみくめむら）は、愛媛県喜多郡にあった村。現在の大洲市中心部の南方一帯および西予市宇和町久保にあたる。

## 地理
- 河川: 嵩富川、伴造川

## 歴史
- 1889年（明治22年）12月15日 - 町村制の施行により、北只村・松尾村・梅川村・長谷村・久保村・正信村・稲積村・野佐来村・黒木村および柚木村の一部の区域をもって発足。
- 1954年（昭和29年）9月1日 - 大洲町・平野村・菅田村・大川村・柳沢村・新谷村・三善村・粟津村・上須戒村と合併して大洲市が発足。同日南久米村廃止。
- 1958年（昭和33年）8月1日 - 大洲市のうち旧村域の一部（正信および久保のうち鳥坂）が宇和町に編入。

## 交通

### 道路
- 国道197号（現: 国道56号）
- 現在は旧村域に松山自動車道の大洲北只インターチェンジが所在するが、当時は未開通。